# La mecánica del corazón
La mecánica del corazón (título original en francés: La Mécanique du cœur) es un libro publicado en 2007 y escrito por Mathias Malzieu, basado en un álbum conceptual de su banda. El libro tuvo grandes ventas en Francia.
Jack es un pequeño niño que nace en el día más frío del mundo. Por las condiciones tan ásperas en las que se encuentra, su corazón es congelado y condicionado a funcionar con ayuda de un reloj cu-cú, colocado por su madre adoptiva, Madeleine. Jack tiene que enfrentarse al duro mundo que está fuera con tres condiciones fundamentales: no toques tus agujas, domina tu cólera y, sobre todo, no te enamores.

## Adaptación fílmica
El 24 de septiembre de 2014 se estrenó una película animada basada en la historia y producida por Shout! Factory. Este largometraje fue presentado con el título de Jack and the Cuckoo-Clock heart.